# Red-eye sauce

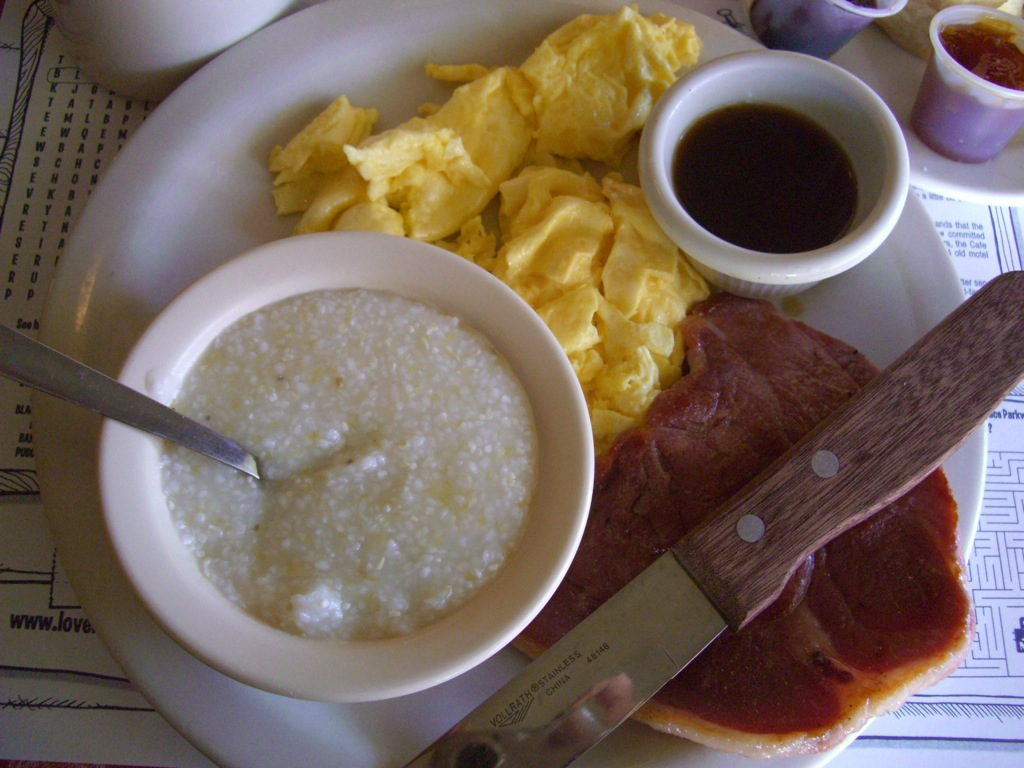
Petit-déjeuner avec red-eye sauce (en haut à droite)

La red-eye sauce (en Anglais américain red-eye gravy,  littéralement « sauce yeux rouges ») est une sauce souvent utilisée dans la cuisine du Sud des États-Unis, associée au jambon de pays de cette région. La sauce est faite à partir du jus de jambon de pays poêlé mélangé à du café noir. La red-eye sauce est souvent servie sur du jambon, du gruau ou des biscuits. Elle ne doit pas être confondue avec la coffee sauce, la  sauce au café.
Cette sauce peut parfois emprunter d'autres noms, comme po'boy sauce, mais aussi nommée poor man's gravy, bird-eye gravy, bottom sop, cedar gravy, et red ham gravy.
Le même jus de cuisson, lorsqu'il est mélangé à de la farine et du lait, constitue la base de la sauce à la saucisse.

## Origine du nom
La première hypothèse sur l'étymologie du nom vient de son apparence particulière. En effet, lorsque la sauce est préparée de manière traditionnelle en mélangeant café et graisse alimentaire, un mélange hétérogène se forme, le café, à base d'eau, s'enfonçant au fond du récipient et la graisse, à base d'huile, restant en surface. Dans un bol rond, le mélange ressemble beaucoup à un œil humain rouge. L'utilisation de poivron rouge accentue l'apparence rouge.
Les techniques de préparation moins traditionnelles n'entraînent pas toujours l'apparence des « yeux rouges », conduisant à des légendes entourant l'origine du nom. Par exemple, une histoire raconte que l'ancien président des États-Unis Andrew Jackson a demandé du jambon avec une sauce aussi rouge que les yeux de son cuisinier, qui étaient injectés de sang après avoir bu la veille, ou que le café noir dans la sauce empêcherait les gens de dormir.

## Utilisation
Une pratique courante consiste à tremper les côtés intérieurs d'un biscuit coupé en deux dans la sauce afin de donner du goût et d'éviter que le biscuit ne soit trop sec lorsqu'un morceau de jambon de pays est ajouté entre les deux moitiés (parfois appelé « biscuit au jambon » du Sud).

## Préparation
Une fois le jambon cuit, la graisse est retirée de la casserole. Le café noir est ensuite utilisé pour déglacer la poêle. Le café et la graisse sont ensuite versés dans le même récipient dans un rapport égal.
D'autres recettes existent, utilisant de l'eau à la place du café, ou ajoutant du café à la graisse encore présente dans la casserole. Lorsque le café est ajouté à la graisse de cette manière, il peut en résulter un mélange hétérogène qui n'a pas l'apparence des « yeux rouges ».
Une autre variante consiste à utiliser de l'eau avec un peu de beurre et à assaisonner avec du poivron rouge (piment de Cayenne).

### Variante des Crackers de Floride
Les Crackers de Floride (premiers colons britanniques et américains de l'actuelle Floride), ajoutaient des tomates et de la farine au café et à la graisse de bacon. Cette variante accompagne le poisson-chat frit ou d'autres poissons. 

### En Alabama
Dans certaines parties de l'Alabama, la sauce est mélangée à de la moutarde ou du ketchup. Les biscuits sont ensuite trempés (sopped en anglais du sud) dans la sauce. 

### En Louisiane
En Louisiane, la sauce de style cuisine cadienne est faite avec du rosbif au lieu de jambon. Le café noir est toujours utilisé, mais il s'agit souvent d'un substitut de café fortement infusé à base de chicorée. La sauce est versée sur la viande sur un lit de riz, tachant le riz d'une couleur brun foncé. Fréquemment, la baguette (pain) et certains types de haricots, comme les haricots beurre, les haricots de Lima ou les pois, sont servis en accompagnement.